# Република Македония на летните олимпийски игри 1996
Република Македония участва на летните олимпийски игри през 1996 година в Атланта като това е първото самостоятелно участие на страната на олимпийски игри след излизането от Югославия през 1991 година.

## Състезатели

### Кану-Каяк
Мъже
| Спортист        | Събитие    | Общо   | Място |
| --------------- | ---------- | ------ | ----- |
| Ненад Търповски | Слалом C-1 | 316.19 | 30    |
| Лазар Поповски  | Слалом K-1 | 158.30 | 29    |

Жени
| Спортист       | Събитие    | Общо   | Място |
| -------------- | ---------- | ------ | ----- |
| Ана Угриновска | Слалом K-1 | 346.93 | 29    |

### Спортна стрелба
Мъже
| Спортист      | Събитие            | Квалификация | Квалификация | Финал         | Финал         |
| Спортист      | Събитие            | Точки        | Място        | Точки         | Място         |
| ------------- | ------------------ | ------------ | ------------ | ------------- | ------------- |
| Дарко Насески | 10м въздушна пушка | 580          | 36           | не продължава | не продължава |

### Плуване
Мъже
| Кире Филиповски    | 100м бътерфлай | 56.13   | 42 | не продължава | не продължава |               |               |
| Кире Филиповски    | 200м съчетано  | 2:11.90 | 35 | не продължава | не продължава |               |               |
| Александър Маленко | 200м бътерфлай | 2:01.46 | 23 | не продължава | не продължава | не продължава | не продължава |
| Александър Маленко | 400м съчетано  | 4:34.06 | 24 | не продължав  | не продължав  | не продължав  | не продължав  |

Жени
| Плувец           | Събитие            | Старт   | Старт | Финал         | Финал         |
| Плувец           | Събитие            | Време   | Място | Време         | Място         |
| ---------------- | ------------------ | ------- | ----- | ------------- | ------------- |
| Миряна Босевска  | 400м свободен стил | 4:21.27 | 22    | не продължава | не продължава |
| Миряна Босевска  | 800м свободен стил | 8:57.52 | 22    | не продължава | не продължава |
| Миряна Босевска  | 400м съчетано      | 4:55.57 | 23    | не продължава | не продължава |
| Наташа Мешковска | 200м бътерфлай     | 2:17.90 | 23    | не продължава | не продължава |

### Борба
Свободен стил
| Борец           | Събитие | Кръг 1            | Кръг 2            | Кръг 3            | Кръг 4            | Кръг 5            | Финал / Мач за бронз | Финал / Мач за бронз |
| Борец           | Събитие | Съперник Резултат | Съперник Резултат | Съперник Резултат | Съперник Резултат | Съперник Резултат | Съперник Резултат    | Място                |
| --------------- | ------- | ----------------- | ----------------- | ----------------- | ----------------- | ----------------- | -------------------- | -------------------- |
| Влатко Соколов  | −48 кг  | Раилеан З 0-10    | Рестрепо П 15-4   | Кординеану З 3-7  | не продължава     | не продължава     | не продължава        | 11                   |
| Шабан Терстена  | −57 кг  | Пуерто П 4-3      | Bye               | Гузов П 7-3       | Сисаоури З 1-4    | Доган З 2-3       | Талаеи П 4-3         | 5                    |
| Валери Верхушин | −74 кг  | Озолин П 15-7     | Будаев П 8-0      | Паскалев З 0-12   | Ота З 0-7         | не продължава     | не продължава        | 10                   |